# Austin Loomer Rand
Austin Loomer Rand (Kentville, 16 dicembre 1905 – 6 novembre 1982) è stato uno zoologo canadese.
Nacque a Kentville, in Nuova Scozia, nel 1905, ma crebbe nella vicina Wolfville, dove iniziò ad appassionarsi agli uccelli sotto la guida del celebre ornitologo locale Robie W. Tufts. Si laureò in Scienze all'Università dell'Acadia, istituzione che lo avrebbe premiato, nel 1961, con un'ulteriore laurea ad honorem.
Nel 1929, mentre era ancora uno studente alla Cornell University, effettuò una spedizione in Madagascar alla ricerca di campioni di uccelli. I risultati della spedizione vennero pubblicati come tesi di laurea. Fu nel corso di questa spedizione che incontrò Richard Archbold, zoologo e filantropo, del quale sarebbe divenuto grande amico. Archbold in seguito finanziò e guidò una serie di spedizioni biologiche in Nuova Guinea, negli anni '30, alle quali partecipò lo stesso Rand. Nel 1941 i due fondarono la Stazione Biologica Archbold a Lake Placid, in Florida, che Archbold non avrebbe più abbandonato.
Nel 1942 Rand divenne assistente zoologo al Museo Nazionale del Canada, l'attuale Museo Canadese della Natura, dove lavorò con l'ornitologo Percy A. Taverner e il mammologo Rudolph Martin Anderson. Tra il 1947 e il 1955 fu curatore degli uccelli al Field Museum di Chicago, e dal 1955 al 1970 capo curatore di zoologia.
Scrisse numerosi articoli su The Auk, la rivista ornitologica dell'Unione degli Ornitologi Americani, organizzazione della quale fu membro, nonché presidente nel 1962-1964.
Nel 1996 in suo onore venne battezzato un edificio di ricerca nella Stazione Biologica Archbold.
Austin L. Rand è il padre del noto erpetologo tropicale Austin Stanley Rand della Smithsonian.

## Pubblicazioni
Tra le numerose pubblicazioni di Rand ricordiamo qui:
- The distribution and habits of Madagascar birds (1936).
- Results of the Archbold expeditions No.14: The birds of the 1933-1934 Papuan expedition (1937).
- Results of the Archbold Expeditions. Birds of the 1936-1937 New Guinea Expedition (1942).
- Stray feathers from a bird man's desk. Fascinating and unusual sidelights on the lives of birds (1955).
- American Water and Game Birds (1956).
- Birds of the Philippine Islands: Siquijor, Mount Malidang, Bohol, and Samar (1960).
- A Midwestern Almanac, Pageant of the Seasons (1961).
- Birds in Summer (1962).
- Ornithology: an Introduction (1967).
- Handbook of New Guinea Birds (1967).
- Birds of North America (1971).